# حديث صحيح
الحديث الصحيح هو كل حديث تصح نسبته إلى رسول الله ﷺ، وهو على نوعين: الحديث الصحيح لذاته وهو الذي اتصل سنده(1) بنقل الراوي العدل الضابط عن الراوي العدل الضابط مثله إلى نهاية السند، وكان متنه سالما من الشذوذ والعلة، والحديث الصحيح لغيره وهو الحديث الحسن الذي رُوي بسند آخر صحيح أو حسن.

## الحديث الصحيح لذاته
هي الحديث الذي ثبت صحته بذاته بعد استيفائه لشروط الصحة

### شروط الحديث الصحيح لذاته
اشترط علماء الحديث خمسة شروط في الحديث حتى يكون صحيحا لذاته وهي:
1. اتصال السند (الإسناد)(1)
2. عدالة كل راو من رواته
3. ضبط كل راو من رواته
4. سلامة السند والمتن من الشذوذ
5. سلامة السند والمتن من العلة

فإذا استوفى الحديث هذه الشروط حُكم له بالصحة بلا خلاف بين علماء الحديث، واختلاف العلماء في صحة بعض الأحاديث يكون بسبب اختلافهم في تحقق هذه الشروط في الحديث، والحديث الذي لا يستوفي هذه الشروط يُقال عنه حديث غير صحيح.

#### اتصال السند
يُقصد باتصال السند أن يكون كل راو من رواة الحديث قد تلقى هذا الحديث مباشرة من شيخه بإحدى طرق التلقي المقبولة، فإن سقط راو أو أكثر من السند فإنه يفقد صفة الاتصال.
- مثله:

فهنا نرى اتصال السند إلى رسول الله ﷺ، فكل راو أخذ عن شيخه انتهاءا إلى رسول الله ﷺ، فيكون السند على الصورة التالية:
فإذا فقد الحديث صفة اتصال السند، بأن يسقط منه أحد الرواة، لا يكون الحديث صحيحا.

#### عدالة كل راو من رواته
يُسمى العلم المعني بدراسة عدالة الرواة بعلم الجرح والتعديل، وقد فصل العلماء القول في حد العدل من المسلمين، فقيل هو الرجل الذي لم يظهر به ريبة، وسُئل عبد الله بن المبارك عن العدل فقال: «من كان فيه خمس خصال: يشهد الجماعة، ولا يشرب هذا الشراب، ولا تكون في دينه خربه، ولا يكذب، ولا يكون في عقله شيء»، ورُوي عن الشافعي: «إذا الأغلب الطاعة فهو المعدل، وإذا كان الأغلب المعصية فهو المجرح»، وتفصيل العدالة أن يكون:
- مسلما فلا تقبل رواية غير المسلم.
- بالغا فلا تقبل رواية الصبي.
- عاقلا فلا تقبل رواية المجنون.
- سالما من أسباب الفسق
- سالما من خوارم المروءة

وتثبت العدالة تارة بتنصيص معدلين على عدالته، وتارة بالاستفاضة، فمن اشتُهرت عدالته بين علماء الحديث وشاع الثناء عليه بالثقة والأمانة استُغنِي بذلك عن بينة شاهدة بعدالته تنصيصا، وهذا هو الصحيح في مذهب الشافعي ، وعليه الاعتماد.

#### ضبط كل راو من رواته
الضبط هو أن يكون الراوي حافظا إن حدث من حفظه (ويُسمى ضبط صَدْر)، وضابطا لكتابته إن حدث من كتابه (ويُسمى ضبط كتاب)، وإن كان الراوي يحدث بالمعنى اشترط أن يكون عالما بما يحيل إليه المعنى، ويُعرف ضبط الراوي بمقارنة رواياته بروايات الثقات المعروفين بالضبط والإتقان، فإن وُجدت رواياته موافقة لرواياتهم ولو من حيث المعنى عُرف حينئذ كونه ضابطا ثبتا، وإن وُجدت مخالفات كثيرة لرواياتهم عُرف اختلال ضبطه، ولم يُحتجّ بحديثه.

#### سلامة السند والمتن من الشذوذ
سلامة السند والمتن من الشذوذ تعني أن لا ينفرد به راو واحد ثقة ويخالف به من هو أوثق منه، بمعنى آخر أن لا يكون في رواية هذا الراوي المتفرد زيادة أو نقص أو مخالفة لرواية الأوثق منه.
- مثل شذوذ المتن

فيدل هذا الحديث على عدم جواز الصيام بعد النصف من شعبان، لكنه حديث شاذ لأنه يخالف ما هو أرجح منه وهو:

#### سلامة السند والمتن من العلل
سلامة السند والمتن من العلل تعني غياب العلل الخفية التي قد تقدح في صحة الحديث رغم أن ظاهره السلامة منها، وتكون العلل في السند أو المتن، لكن أكثرها يكون في السند، ومن ذلك:
- علة السند: أن يكون في السند راوٍ ينقل رواية عن راو آخر عاصره بلفظ الأداء «عن»، ليوهم الآخرين أنه قد سمع الرواية من هذا الراوي لكنه في الحقيقة لم يسمع منه، أو أن يكون بسبب الخلط بين راويين لتشابه أسمائهما.
- علة المتن: أن يكون الحديث مرسلا (أي كلاما من قول أحد التابعين) أو موقوفا (أي كلاما من قول أحد الصحابة) فيُروى على أنه حديث مرفوع (أي كلاما من قول النبي)، أو العكس،

- مثله

من أمثلة العلة في السند بسبب الخلط بين راويين لتشابه أسمائهما:
فهذا حديث متصل السند، كل راو من رواته عدل وضابط، ومتن الحديث غير شاذ، لكنه به علة، وهي أن الراوي (يعلى بن عبيد) توهم، فعدل عن عبد الله بن دينار إلى عمرو بن دينار، وكلاهما ثقة، إلا أن السند الصحيح كما يلي:

## الحديث الصحيح لغيره
لما كان الحديث الصحيح لغيره هو حديث حسن لذاته ابتداء لكنه رُوي بسند آخر حسن أو صحيح.

### شروط الحديث الصحيح لغيره
1. اتصال السند (الإسناد)(1)
2. عدالة كل راو من رواته
3. ضبط كل راو من رواته، إلا أن أحد رواته يكون خفيف الضبط
4. سلامة السند والمتن من الشذوذ
5. سلامة السند والمتن من العلة
6. أن يروى بسند آخر صحيح أو حسن

والشرط الثالث هو الذي يميز بين الحديث الصحيح لذاته والحديث الحسن لغيره، والشرط السادس هو الذي يرفع الحديث من درجة حديث حسن لذاته إلى درجة حديث صحيح لغيره، لأن الصحة لم تأت من ذات السند الأول، وإنما جاءت من انضمام سند آخر له، والحديث الصحيح لغيره يكون أعلى رتبة من الحديث الحسن لذاته، ويمكن تصوير ذلك بمعادلة رياضية على الشكل التالي:

### مثله
فهذا الحديث في سنده محمد بن عمرو بن علقمة وهو من المشهورين بالصدق والصيانة، لكنه لم يكن من أهل الإتقان، فتكون درجة الحديث حديث حسن لذاته، لكنه لما رُوي بسند آخر وهو:
زال بذلك ما كنا نخشاه عليه من جهة سوء حفظ محمد بن عمرو بن علقمة، وانجبر به ذلك النقص اليسير، فصح هذا السند، والتحق الحديث بدرجة الصحيح، فصار حديثا صحيحا لغيره.

## حكم الحديث الصحيح
وجوب العمل به بإجماع أهل الحديث، ومن يعتد به من الأصوليين والفقهاء. فهو حجة من حجج الشرع. لا يسع المسلم ترك العمل به.

## الحديث الصحيح باعتبار ما خرجه أئمة الحديث في تصانيفهم
- صحيح أخرجه البخاري ومسلم.
- صحيح انفرد به البخاري عن مسلم.
- صحيح انفرد به مسلم عن البخاري.
- صحيح على شرطهما لم يخرجاه.
- صحيح على شرط البخاري لم يخرجه.
- صحيح على شرط مسلم لم يخرجه.
- صحيح عند غيرهما وليس على شرط واحد منهما.[1]

## هوامش
- 1 السند والإسناد قد يطلق أحدهما على الآخر[7]

## روابط خارجية
- البحث في تخريج حديث
- مكتبة الحديث النبوي الشريف
- مكتبة صيد الفوائد